# TEP-IRM

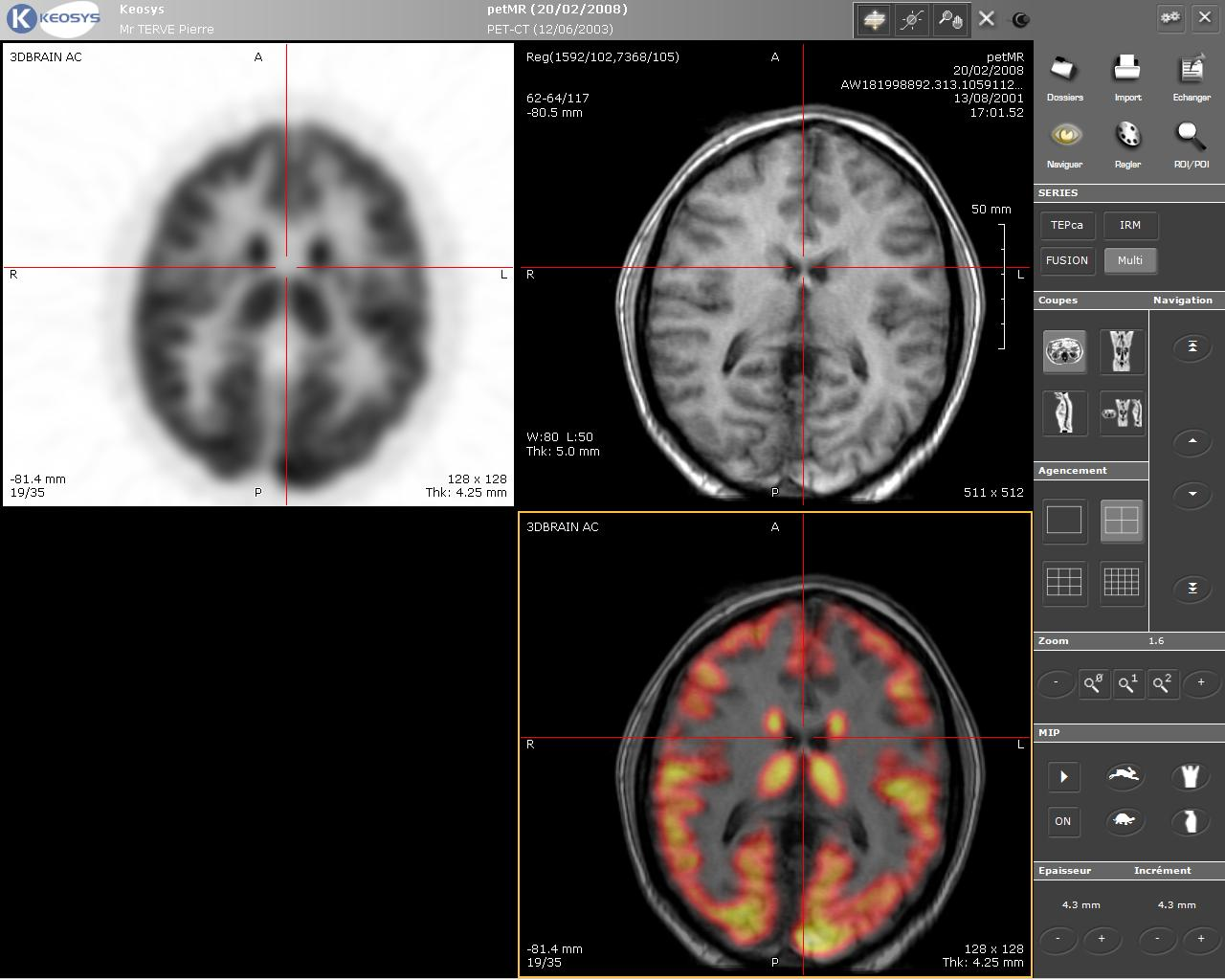
Scanner TEP-IRM

O TEP-IRM é a sigla de tomografia por emissão de positrões-imagem por ressonância magnética - em inglês:  PET-MRI. 
O TEP-IRM apareceu da reunião do exame imagiológico da medicina nuclear que utiliza radionuclídeos que emitem um positrão, no momento da sua desintegração, o qual é detectado para formar as imagens do exame, o TEP, e da IRM, a técnica que permite determinar propriedades de uma substância através do correlacionamento da energia absorvida contra a frequência, na faixa de megahertz (MHz) do espectromagnético, caracterizando-se como sendo uma espectroscopia .
O antecessor foi o TEP-CP

## O início
Foi em 1970, que se iniciou a primeira colaboração do CERN com o Hospital de Genebra para adaptar tecnologia emergente da Tomografia por emissão de positrões (TEP) na base da actual scanners TEP-IRM que conjuga a tecnologia de cristais utilizada na LEP juntamente com desenvolvimentos próprios ao LHC 

## TEP-IRM versus TEP-TC
Algumas opiniões sobre a comparações entre estes dois sistemas apontam que o TEP-IRM não é mais do que um raio-X mas sem as radiações. Na realidade há diferenças nas doses de radiações do raio-X .